# Renata Fan
Renata Bomfiglio Fan (Santo Ângelo, 5 de julio de 1977) es una modelo, presentadora de televisión y ex-reina de belleza brasileña, formada en derecho y periodismo, que conduce el programa de televisión Jogo Aberto del canal Rede Bandeirantes. Nacida en Santo Ângelo, Rio Grande do Sul, Renata fue Miss Brasil en 1999. En Miss Universo 1999, certamen celebrado en Chaguaramas (Trinidad y Tobago) el 26 de mayo, Renata no pudo clasificar entre las 10 semifinalistas. En la clasificación final terminó en el duodécimo lugar. El título de Miss Universo fue obtenido por la representante de Botsuana, Mpule Kwelagobe. Dicho país participó por primera vez en el concurso y fue el tercer representante de África en llevarse la corona.

## Filmografía
- 2014 - CQC: Custe o Que Custar
- 2013 - Agora é Tarde